# Платинасамарий
Платинасамарий — бинарное неорганическое соединение
платины и самария
с формулой SmPt,
кристаллы.

## Получение
- Сплавление стехиометрических количеств чистых веществ:

{\displaystyle {\mathsf {Pt+Sm\ {\xrightarrow {1810^{o}C}}\ SmPt}}}

## Физические свойства
Платинасамарий образует кристаллы
ромбической сингонии,
пространственная группа P nma,
параметры ячейки a = 0,7148 нм, b = 0,4501 нм, c = 0,5638 нм, Z = 4,
структура типа борида железа FeB
.
Соединение конгруэнтно плавится при температуре ≈1810°С.